# Koningsglansspreeuw
De koningsglansspreeuw (Lamprotornis regius; synoniem: Cosmopsarus regius) is een vogel uit de familie van de Spreeuwachtigen. Hij komt voor in oostelijk Afrika, waar hij in groepen leeft.

## Kenmerken
Er is geen kleurverschil tussen beide geslachten, maar de mannetjes zijn wat groter en hebben een langere staart. Volwassen koningsglansspreeuwen meten 32 tot 35 centimeter.

## Leefwijze
Het zijn alleseters die zich voeden met insecten, weekdieren, vruchten, bessen en zaden. Ze deinzen er ook niet voor terug om termietenheuvels open te breken. Ze rijden mee op de rug van runderen en doen zich tegoed aan de insecten, die daar te vinden zijn. Ook grote, wilde zoogdieren fungeren regelmatig als gastheer van deze vogel.

## Voortplanting
Er worden gemiddeld 3 eitjes gelegd, die met name het vrouwtje uitbroedt. Na ongeveer 2 weken komen de jongen uit het ei. Ze worden voornamelijk gevoerd met allerlei insecten en insectenlarven. De jongen vliegen na ongeveer 3 weken uit, maar worden daarna nog een hele periode door beide ouders begeleid.